# Kimiko Douglass-Ishizaka

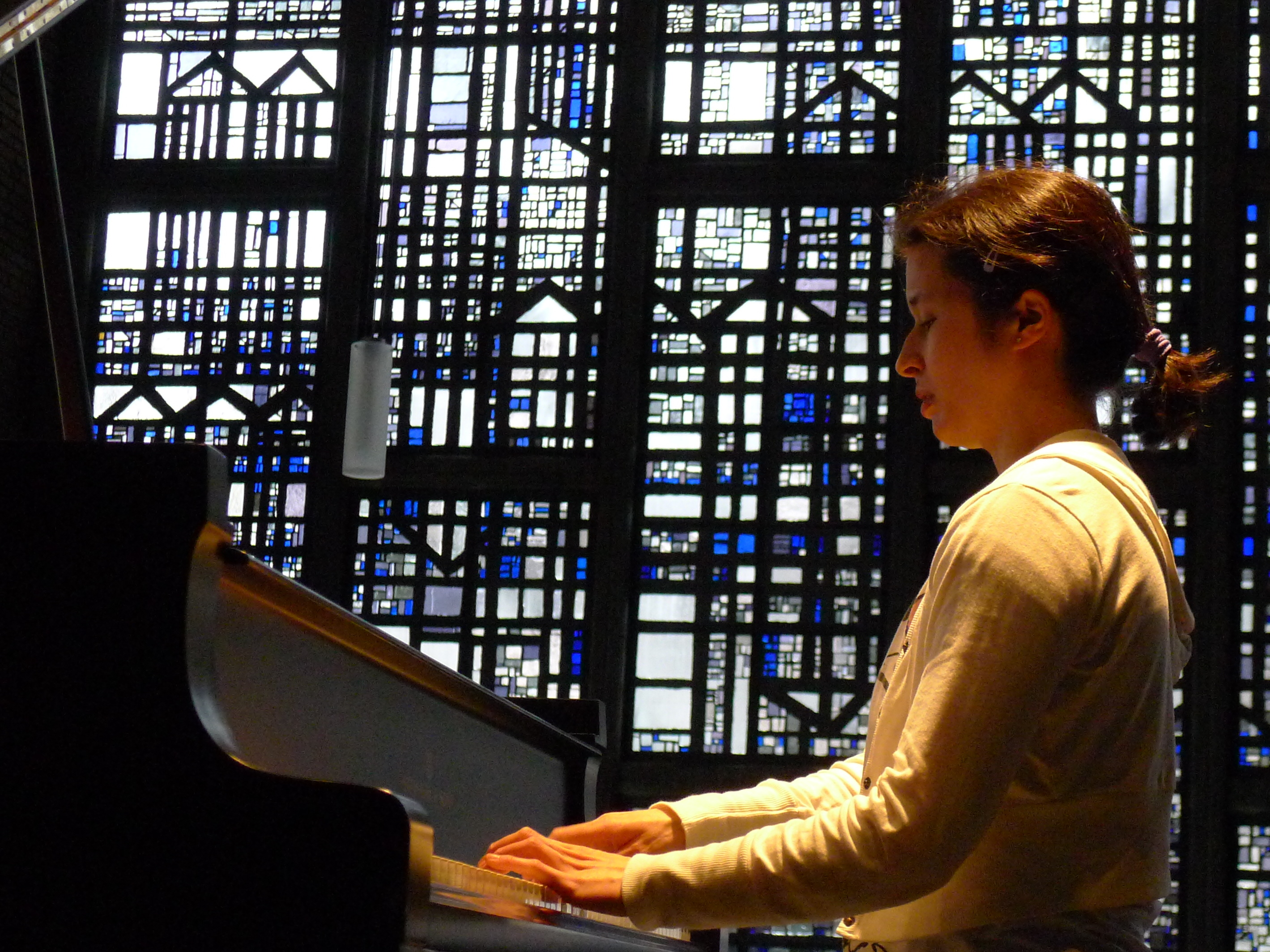
Kimiko Douglass-Ishizaka in der Trinitatiskirche Bonn (2011)

Kimiko Douglass-Ishizaka (* 4. Dezember 1976 in Bonn) ist eine deutsche Pianistin und ehemalige deutsche Vizemeisterin im Kraftdreikampf und Gewichtheberin. Douglass-Ishizaka erlangte im Mai 2012 breitere Bekanntheit, als sie ihre Einspielung der Goldberg-Variationen Johann Sebastian Bachs unter einer CC Zero-Lizenz gemeinfrei veröffentlichte. Im März 2015 folgte eine entsprechende Einspielung von Bachs Wohltemperiertem Klavier, im Oktober 2017 veröffentlichte sie eine Produktion der Kunst der Fuge.

## Leben

### Pianistin
Douglass-Ishizaka erhielt bereits im Alter von vier Jahren Klavierunterricht bei ihrer Mutter, der Klavierlehrerin Ruth Nathrath. Ihr Vater ist der Japaner Junkichi Ishizaka.  Schon als Jugendliche spielte sie mit ihren Brüdern Danjulo (Cello) und Kiyondo (Violine) im Trio. Ab 1995 besuchte sie die Hochschule für Musik und Tanz Köln, wo sie ihr Studium im Jahr 2000 mit der Bestnote abschloss. Douglass-Ishizaka besuchte unter anderem Meisterkurse von Peter Feuchtwanger, Karl-Heinz Kämmerling und dem Alban Berg Quartett.
Im Jahr 1988 gab sie ihr Debütkonzert in Tokyo. Anschließend trat sie in Japan, Italien, den Niederlanden, Belgien und den Vereinigten Staaten auf. Als Solistin konzertierte sie mit einer Reihe bekannter Orchester, darunter das Orchester der Beethovenhalle Bonn, die Klassische Philharmonie sowie das Jackson Symphony Orchestra aus Michigan.
Im Jahr 2012 erlangte sie breitere Bekanntheit, als sie die Goldberg-Variationen Johann Sebastian Bachs unter einer CC Zero-Lizenz gemeinfrei veröffentlichte. Leiter des Projekts war ihr Ehemann, der amerikanische Hornist Robert Douglass. Ihr Nachfolgeprojekt Open Well-tempered Clavier, eine Aufnahme des Wohltemperierten Claviers wurde im November 2013 auf der Crowdfunding-Plattform Kickstarter durch 940 Geldgeber vorfinanziert. Wie schon bei den Open Goldberg Variations umfasst die Ausgabe auch die Noten in digitaler Form, die Finanzierung einer Braille-Ausgabe für blinde Musiker wurde im Gegensatz zum Vorgängerprojekt nicht erreicht. Im März 2015 wurde das Projekt für das erste Buch abgeschlossen.
Im Oktober 2017 veröffentlichte Douglass-Ishizaka eine Einspielung von Bachs Kunst der Fuge unter dem Titel Libre Art of the Fugue. Die Aufnahme war wiederum durch Spenden auf Kickstarter finanziert worden.
Am 1. Oktober 2019 wurde das Album New Me! auf Bandcamp veröffentlicht.

### Sportlerin

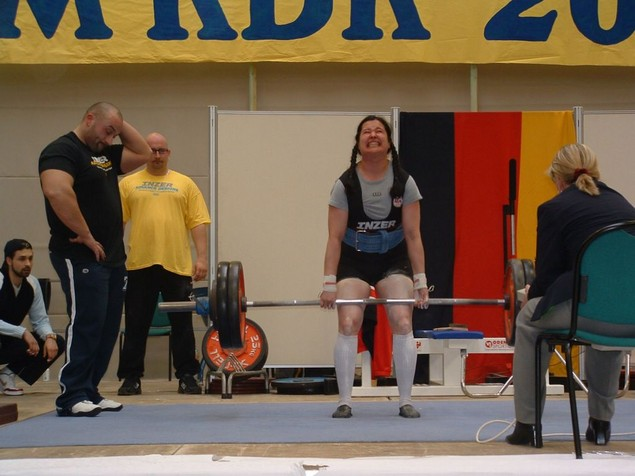
Douglass-Ishizaka 2005 bei den Deutschen Meisterschaften in Powerlifting

Im Jahr 2006 wurde Douglass-Ishizaka im Kraftdreikampf mit den Disziplinen Bankdrücken, Kniebeugen und Kreuzheben in der Klasse bis 82,5 kg deutsche Vizemeisterin. Anschließend wandte sie sich dem Gewichtheben zu, wo sie im Frühjahr 2008 beim ELEIKO Women’s Grand Prix in Niederöblarn, Österreich, in der Klasse bis 63 kg auf Rang fünf kam.